# Gara di WTCC d'Ungheria 2013
La Gara di WTCC d'Ungheria 2013 fu il quarto round del World Touring Car Championship 2013 e la terza edizione della gara ungherese. Si tenne il 5 maggio 2013 all'Hungaroring, a Mogyoród, vicino a Budapest, in Ungheria.
Gara-1 fu vinta da Yvan Muller, della RML, dalla pole position. Gara-2 fu vinta da Robert Huff per la ALL-INKL.COM Münnich Motorsport, la prima vittoria nel WTCC per il team e la prima dell'anno per il campione 2012.

## Vigilia
Dopo tre round, Muller fu al comando del campionato piloti, mentre James Nash fu in testa al Trofeo Yokohama Indipendenti.
Il sistema della compensazione del peso fu rivisto per l'evento ungherese, con le SEAT León WTCC che aumentarono la zavorra di 10 kg e le Honda Civic WTCC che ne guadagnarono 30.
Campos Racing schierò una seconda vettura per Hugo Valente, che tornò nel campionato affiancando Fernando Monje

## Resoconto

### Prove libere
Gabriele Tarquini fu il pilota più veloce nella prima sessione di libere del sabato mattina, con Tiago Monteiro 2º, per una doppietta Castrol Honda World Touring Car Team. Muller fu 3º davanti alla terza Honda di Norbert Michelisz. Valente fu il pilota SEAT più rapido, 5º, mentre il vincitore di gara-2 in Slovacchia, Tom Coronel, fu 7º. A Charles Ng fu esposta la bandiera nera per essere andato ripetutamente oltre i limiti della pista.
Le Chevrolet occuparono le prime tre posizioni alla fine delle seconde libere, con Muller davanti al compagno Tom Chilton e alla bamboo-engineering di James Nash. Huff fu il migliore pilota SEAT, 4º davanti a Michelisz e Coronel. Tarquini e Monteiro furono 7º e 8º con tempo identico al millesimo, 1:55.547. James Thompson fu 9º, la migliore Lada. Molti piloti furono avvisati per aver oltrepassato i limiti della pista, ma a Stefano D'Aste fu esposta la bandiera nera per averlo fatto più volte.

### Qualifiche
Tarquini fu il più rapido in Q1. Fredy Barth segnò il proprio miglior tempo verso la fine della sessione, cosa che costrinse Pepe Oriola a restare fuori dai primi dodici. Nash e Mehdi Bennani furono gli ultimi due piloti che sarebbero dovuti essere ammessi in Q2 ed entrambi si trovavano ai box, ma Oriola non riuscì a battere i loro tempi. Thompson fece il proprio tempo abbastanza presto nella sessione, entrando nella top 10, ma concluse 16º perché venne chiamato per le operazioni di peso verso la fine della sessione.
Michelisz ottenne brevemente il miglior tempo e lo mantenne finché Muller lo passò con un tempo che non poté essere battuto dal resto dei partecipanti. Il pilota RML ottenne la pole position davanti al pilota di casa Michelisz e i due portacolori Honda. Tarquini abortì il suo primo giro e attese la fine della sessione segnò un tempo che gli fece ottenere il 3º posto in griglia davanti a Monteiro. Nash fu il più veloce pilota indipendente, 7º, mentre il suo compagno Alex MacDowall fu 10º e quindi in pole position in gara-2 a causa della griglia invertita di gara-2.
A Tom Boardman furono cancellati tutti i tempi quando la sua vettura non superò i controlli di peso successivi alla Q1, di conseguenza sarebbe dovuto partire dal fondo in entrambe le gare.

### Warm-Up
Michelisz fu il più veloce nel warm–up davanti a Huff e Muller. A Franz Engstler fu data la bandiera nera per aver ripetutamente oltrepassato i limiti del tracciato.

### Gara-1
Muller mantenne la sua leadership alla partenza lanciata, con Michelisz e Tarquini che rimasero rispettivamente 2º e 3º. Più indietro nello schieramento, diversi piloti furono coinvolti in un'ammucchiata alla curva 2. Darryl O'Young entrò nel posteriore di Monje che poi sbatte contro Barth, mentre il pilota di Hong Kong colpì Thompson, che si ritirò con la sospensione posteriore destra rotta. Anche Oriola si fermò alla curva 2, mentre Barth tornò ai box per le riparazioni. Altri piloti furono ritardati a causa di una foratura di Monteiro sul rettilineo dei box all'inizio del giro 2: il portoghese sbatté contro il muro di gomme all'esterno della curva 1 poiché non in grado di fermarsi. Muller e Michelisz si allontanarono dal resto del gruppo del quale Tarquini era al comando davanti a Huff. Chilton stava correndo dietro di loro prima che Bennani arrivasse lungo alla penultima curva consentendo a Coronel di infilarsi. Coronel battagliò, quindi, con Chilton per diversi giri finché il pilota RML commise un errore che consentì sia a Coronel stesso sia a Bennani di passare. Coronel raggiunse velocemente il 4º, Huff, ma non riuscì a sorpassarlo. I due ebbero diversi leggeri contatti più volte, prima che Coronel commettesse un errore e Bennani risorpassasse il pilota della ROAL Motorsport. Michelisz si avvicinò moltissimo a Muller negli ultimi giri, ma non riuscì a passare e Muller ottenne la vittoria. La battaglia tra Huff e Coronel permise a Tarquini di mantenere tranquillamente il suo 3º posto, mentre Bennani concluse 5º ottenendo anche la vittoria tra gli indipendenti.

### Gara-2
Prima del via della gara, la Honda Civic di Monteiro fu riparata dopo l'incidente in gara-1, ma problemi con l'avvio del motore della vettura svelarono l'impossibilità di terminare le riparazioni entro il tempo utile, di conseguenza il portoghese fu costretto a prendere il via dalla pitlane. MacDowall fu in pole position per la griglia invertita, ma fu subito sorpassato sul rettilineo da Bennani che prese il comando, mentre Huff passò al 2º posto. All'uscita della curva 2, Tarquini fu colpito da Muller sulla fiancata all'altezza della ruota posteriore destra: l'impatto lo fece girare e scontrare con le barriere; l'impatto fu tale che l'italiano attraversò la pista con la vettura girata nel senso opposto a quello di marcia e venne colpito frontalmente da Engstler che non riuscì a evitarlo. La safety car entrò in pista mentre le vetture vennero rimosse dal tracciato e Tarquini ricevette assistenza medica. La distanza di gara fu aumentata di due giri e Bennani fu al comando alla ripartenza al giro 5, ma Huff conquistò la prima posizione con un sorpasso all'esterno alla prima curva. Huff vinse la gara con Bennani molto vicino dietro di lui, mentre le vetture Bamboo di MacDowall e Nash conclusero al 3º e 4º posto.
Tarquini ed Engstler furono portati all'ospedale militare di Budapest dopo il loro incidente, Engstler fu dimesso sul tardi mentre Tarquini venne trattenuto per precauzione tutta la notte a causa di dolori al collo.

## Risultati

### Qualifiche
| Pos. | Nº | Pilota             | Team                                 | Vettura              | Cat. | Q1       | Q2       | Punti |
| ---- | -- | ------------------ | ------------------------------------ | -------------------- | ---- | -------- | -------- | ----- |
| 1    | 12 | Yvan Muller        | RML                                  | Chevrolet Cruze 1.6T |      | 1:54.173 | 1:53.426 | 5     |
| 2    | 5  | Norbert Michelisz  | Zengő Motorsport                     | Honda Civic WTCC     |      | 1:54.397 | 1:53.806 | 4     |
| 3    | 3  | Gabriele Tarquini  | Castrol Honda World Touring Car Team | Honda Civic WTCC     |      | 1:54.076 | 1:53.953 | 3     |
| 4    | 18 | Tiago Monteiro     | Castrol Honda World Touring Car Team | Honda Civic WTCC     |      | 1:54.546 | 1:54.048 | 2     |
| 5    | 15 | Tom Coronel        | ROAL Motorsport                      | BMW 320 TC           |      | 1:54.657 | 1:54.077 | 1     |
| 6    | 23 | Tom Chilton        | RML                                  | Chevrolet Cruze 1.6T |      | 1:54.490 | 1:54.181 |       |
| 7    | 14 | James Nash         | bamboo-engineering                   | Chevrolet Cruze 1.6T | Y    | 1:54.767 | 1:54.270 |       |
| 8    | 1  | Robert Huff        | ALL-INKL.COM Münnich Motorsport      | SEAT León WTCC       |      | 1:54.193 | 1:54.380 |       |
| 9    | 25 | Mehdi Bennani      | Proteam Racing                       | BMW 320 TC           | Y    | 1:54.778 | 1:54.455 |       |
| 10   | 9  | Alex MacDowall     | bamboo-engineering                   | Chevrolet Cruze 1.6T | Y    | 1:54.498 | 1:54.533 |       |
| 11   | 17 | Michel Nykjær      | NIKA Racing                          | Chevrolet Cruze 1.6T | Y    | 1:54.652 | 1:54.972 |       |
| 12   | 73 | Fredy Barth        | Wiechers-Sport                       | BMW 320 TC           | Y    | 1:54.569 | 1:55.054 |       |
| 13   | 74 | Pepe Oriola        | Tuenti Racing Team                   | SEAT León WTCC       |      | 1:54.851 |          |       |
| 14   | 6  | Franz Engstler     | Liqui Moly Team Engstler             | BMW 320 TC           | Y    | 1:54.958 |          |       |
| 15   | 26 | Stefano D'Aste     | PB Racing                            | BMW 320 TC           | Y    | 1:55.103 |          |       |
| 16   | 10 | James Thompson     | Lukoil Lada Sport                    | Lada Granta WTCC     |      | 1:55.168 |          |       |
| 17   | 55 | Darryl O'Young     | ROAL Motorsport                      | BMW 320 TC           | Y    | 1:55.229 |          |       |
| 18   | 7  | Charles Ng         | Liqui Moly Team Engstler             | BMW 320 TC           | Y    | 1:55.283 |          |       |
| 19   | 19 | Fernando Monje     | Campos Racing                        | SEAT León WTCC       | Y    | 1:55.299 |          |       |
| 20   | 38 | Marc Basseng       | ALL-INKL.COM Münnich Motorsport      | SEAT León WTCC       |      | 1:55.452 |          |       |
| 21   | 8  | Mikhail Kozlovskiy | Lukoil Lada Sport                    | Lada Granta WTCC     |      | 1:55.608 |          |       |
| 22   | 20 | Hugo Valente       | Campos Racing                        | SEAT León WTCC       | Y    | 1:55.882 |          |       |
| 23   | 37 | René Münnich       | ALL-INKL.COM Münnich Motorsport      | SEAT León WTCC       | Y    | 1:56.656 |          |       |
| ES   | 22 | Tom Boardman       | Special Tuning Racing                | SEAT León WTCC       | Y    | Escluso  |          |       |

- Il pilota in grassetto indica il pilota in Pole position in gara-2.

NOTA — A Boardman sono stati cancellati tutti i tempi perché la sua vettura non ha superato i controlli di peso dopo le qualifiche.

### Gara-1
| Pos. | Nº | Pilota             | Team                                 | Vettura              | Cat. | Giri | Tempo/Ritirato | Griglia | Punti |
| ---- | -- | ------------------ | ------------------------------------ | -------------------- | ---- | ---- | -------------- | ------- | ----- |
| 1    | 12 | Yvan Muller        | RML                                  | Chevrolet Cruze 1.6T |      | 12   | 23:17.125      | 1       | 25    |
| 2    | 5  | Norbert Michelisz  | Zengő Motorsport                     | Honda Civic WTCC     |      | 12   | +0.617         | 2       | 18    |
| 3    | 3  | Gabriele Tarquini  | Castrol Honda World Touring Car Team | Honda Civic WTCC     |      | 12   | +12.670        | 3       | 15    |
| 4    | 1  | Robert Huff        | ALL-INKL.COM Münnich Motorsport      | SEAT León WTCC       |      | 12   | +13.573        | 8       | 12    |
| 5    | 25 | Mehdi Bennani      | Proteam Racing                       | BMW 320 TC           | Y    | 12   | +13.861        | 9       | 10    |
| 6    | 15 | Tom Coronel        | ROAL Motorsport                      | BMW 320 TC           |      | 12   | +14.133        | 5       | 8     |
| 7    | 23 | Tom Chilton        | RML                                  | Chevrolet Cruze 1.6T |      | 12   | +15.021        | 6       | 6     |
| 8    | 9  | Alex MacDowall     | bamboo-engineering                   | Chevrolet Cruze 1.6T | Y    | 12   | +17.343        | 10      | 4     |
| 9    | 14 | James Nash         | bamboo-engineering                   | Chevrolet Cruze 1.6T | Y    | 12   | +18.073        | 7       | 2     |
| 10   | 17 | Michel Nykjær      | NIKA Racing                          | Chevrolet Cruze 1.6T | Y    | 12   | +18.465        | 11      | 1     |
| 11   | 38 | Marc Basseng       | ALL-INKL.COM Münnich Motorsport      | SEAT León WTCC       |      | 12   | +23.782        | 20      |       |
| 12   | 20 | Hugo Valente       | Campos Racing                        | SEAT León WTCC       | Y    | 12   | +28.395        | 22      |       |
| 13   | 6  | Franz Engstler     | Liqui Moly Team Engstler             | BMW 320 TC           | Y    | 12   | +29.116        | 14      |       |
| 14   | 26 | Stefano D'Aste     | PB Racing                            | BMW 320 TC           | Y    | 12   | +30.474        | 15      |       |
| 15   | 7  | Charles Ng         | Liqui Moly Team Engstler             | BMW 320 TC           | Y    | 12   | +34.221        | 18      |       |
| 16   | 19 | Fernando Monje     | Campos Racing                        | SEAT León WTCC       | Y    | 12   | +35.498        | 19      |       |
| 17   | 8  | Mikhail Kozlovskiy | Lukoil Lada Sport                    | Lada Granta WTCC     |      | 12   | +39.708        | 21      |       |
| 18   | 37 | René Münnich       | ALL-INKL.COM Münnich Motorsport      | SEAT León WTCC       | Y    | 12   | +44.193        | 23      |       |
| N.C. | 55 | Darryl O'Young     | ROAL Motorsport                      | BMW 320 TC           | Y    | 5    | +7 giri        | 17      |       |
| Rit  | 22 | Tom Boardman       | Special Tuning Racing                | SEAT León WTCC       | Y    | 3    | Foratura       | 24      |       |
| Rit  | 18 | Tiago Monteiro     | Castrol Honda World Touring Car Team | Honda Civic WTCC     |      | 1    | Foratura       | 4       |       |
| Rit  | 73 | Fredy Barth        | Wiechers-Sport                       | BMW 320 TC           | Y    | 1    | Incidente      | 12      |       |
| Rit  | 74 | Pepe Oriola        | Tuenti Racing Team                   | SEAT León WTCC       |      | 0    | Incidente      | 13      |       |
| Rit  | 10 | James Thompson     | Lukoil Lada Sport                    | Lada Granta WTCC     |      | 0    | Incidente      | 16      |       |

- Il pilota in grassetto indica l'autore del giro più veloce.

### Gara-2
| Pos. | Nº | Pilota             | Team                                 | Vettura              | Cat. | Giri | Tempo/Ritirato | Griglia  | Punti |
| ---- | -- | ------------------ | ------------------------------------ | -------------------- | ---- | ---- | -------------- | -------- | ----- |
| 1    | 1  | Robert Huff        | ALL-INKL.COM Münnich Motorsport      | SEAT León WTCC       |      | 14   | 29:35.871      | 3        | 25    |
| 2    | 25 | Mehdi Bennani      | Proteam Racing                       | BMW 320 TC           | Y    | 14   | +0.426         | 2        | 18    |
| 3    | 9  | Alex MacDowall     | bamboo-engineering                   | Chevrolet Cruze 1.6T | Y    | 14   | +4.043         | 1        | 15    |
| 4    | 14 | James Nash         | bamboo-engineering                   | Chevrolet Cruze 1.6T | Y    | 14   | +4.465         | 4        | 12    |
| 5    | 12 | Yvan Muller        | RML                                  | Chevrolet Cruze 1.6T |      | 14   | +4.783         | 9        | 10    |
| 6    | 15 | Tom Coronel        | ROAL Motorsport                      | BMW 320 TC           |      | 14   | +5.490         | 6        | 8     |
| 7    | 23 | Tom Chilton        | RML                                  | Chevrolet Cruze 1.6T |      | 14   | +6.835         | 5        | 6     |
| 8    | 5  | Norbert Michelisz  | Zengő Motorsport                     | Honda Civic WTCC     |      | 14   | +7.232         | 8        | 4     |
| 9    | 17 | Michel Nykjær      | NIKA Racing                          | Chevrolet Cruze 1.6T | Y    | 14   | +8.413         | 10       | 2     |
| 10   | 55 | Darryl O'Young     | ROAL Motorsport                      | BMW 320 TC           | Y    | 14   | +8.663         | 14       | 1     |
| 11   | 26 | Stefano D'Aste     | PB Racing                            | BMW 320 TC           | Y    | 14   | +10.180        | 13       |       |
| 12   | 10 | James Thompson     | Lukoil Lada Sport                    | Lada Granta WTCC     |      | 14   | +14.305        | 22       |       |
| 13   | 18 | Tiago Monteiro     | Castrol Honda World Touring Car Team | Honda Civic WTCC     |      | 14   | +14.886        | 20 (PIT) |       |
| 14   | 7  | Charles Ng         | Liqui Moly Team Engstler             | BMW 320 TC           | Y    | 14   | +20.289        | 15       |       |
| 15   | 22 | Tom Boardman       | Special Tuning Racing                | SEAT León WTCC       | Y    | 14   | +23.547        | 24       |       |
| 16   | 74 | Pepe Oriola        | Tuenti Racing Team                   | SEAT León WTCC       |      | 14   | +24.227        | 11       |       |
| 17   | 38 | Marc Basseng       | ALL-INKL.COM Münnich Motorsport      | SEAT León WTCC       |      | 14   | +25.395        | 17       |       |
| 18   | 19 | Fernando Monje     | Campos Racing                        | SEAT León WTCC       | Y    | 14   | +26.536        | 16       |       |
| 19   | 20 | Hugo Valente       | Campos Racing                        | SEAT León WTCC       | Y    | 14   | +31.352        | 23       |       |
| 20   | 8  | Mikhail Kozlovskiy | Lukoil Lada Sport                    | Lada Granta WTCC     |      | 14   | +32.330        | 18       |       |
| 21   | 37 | René Münnich       | ALL-INKL.COM Münnich Motorsport      | SEAT León WTCC       | Y    | 14   | +32.710        | 19       |       |
| 22   | 73 | Fredy Barth        | Wiechers-Sport                       | BMW 320 TC           | Y    | 11   | +3 giri        | 21       |       |
| Rit  | 6  | Franz Engstler     | Liqui Moly Team Engstler             | BMW 320 TC           | Y    | 0    | Incidente      | 12       |       |
| Rit  | 3  | Gabriele Tarquini  | Castrol Honda World Touring Car Team | Honda Civic WTCC     |      | 0    | Incidente      | 7        |       |

- Il pilota in grassetto indica l'autore del giro più veloce.

NOTA — Monteiro prende il via dalla pit lane.

## Classifiche dopo l'evento
Campionato piloti
|   | Pos. | Pilota            | Punti |
| - | ---- | ----------------- | ----- |
|   | 1    | Yvan Muller       | 160   |
|   | 2    | Gabriele Tarquini | 114   |
| 7 | 3    | Robert Huff       | 68    |
|   | 4    | Tom Chilton       | 67    |
|   | 5    | James Nash        | 65    |

Trofeo Yokohama Indipendenti
|   | Pos. | Pilota         | Punti |
| - | ---- | -------------- | ----- |
|   | 1    | James Nash     | 59    |
| 1 | 2    | Alex MacDowall | 53    |
| 1 | 3    | Michel Nykjær  | 52    |
| 2 | 4    | Mehdi Bennani  | 38    |
| 1 | 5    | Darryl O'Young | 29    |

Campionato costruttori
|  | Pos. | Costruttore | Punti |
|  | ---- | ----------- | ----- |
|  | 1    | Honda       | 332   |
|  | 2    | Lada        | 179   |

- Nota: Solo le prime cinque posizioni sono incluse in entrambe le classifiche piloti qui presenti.